# Patrick James Zurek
Patrick James Zurek (Sealy, 17 agosto 1948) è un vescovo cattolico statunitense, dal 3 gennaio 2008 vescovo di Amarillo.

## Biografia
Patrick James Zurek è nato a Sealy, in Texas, il 17 agosto 1948 ed è di origini ceche.

### Formazione e ministero sacerdotale
Terminati gli studi liceali, ha ottenuto il Bachelor of Arts in matematica e chimica presso l'Università di Houston. Ha studiato filosofia presso il seminario "Santa Maria" a Houston. Nel 1971 è stato inviato a Roma per studi. Ha preso residenza nel Pontificio collegio americano del Nord. Nel 1975 ha conseguito il baccalaureato cum laude in teologia presso la Pontificia università "San Tommaso d'Aquino" e la licenza magna cum laude in teologia morale presso l'Accademia alfonsiana.
Il 29 giugno 1975 è stato ordinato presbitero per la diocesi di Austin nella basilica di San Pietro in Vaticano da papa Paolo VI insieme ad altri 359 diaconi giunti a Roma per il giubileo del 1975. In seguito è stato vicario parrocchiale in due parrocchie per sei anni; fondatore e parroco della parrocchia di San Tommaso d'Aquino nel quartiere delle università di College Station per dieci anni e parroco in un'altra parrocchia dello stesso tipo per cinque anni. A livello diocesano è stato direttore per la formazione permanente del clero, direttore per le vocazioni, membro del consiglio presbiterale e membro del comitato del seminario dell'Assunzione. Inoltre, è stato vicepresidente e presidente della Conferenza nazionale dei direttori per le vocazioni.

### Ministero episcopale
Il 5 gennaio 1998 papa Giovanni Paolo II lo ha nominato vescovo ausiliare di San Antonio e titolare di Tamugadi. Ha ricevuto l'ordinazione episcopale il 16 febbraio successivo nell'auditorium municipale di San Antonio dall'arcivescovo metropolita di San Antonio Patrick Fernández Flores, co-consacranti il vescovo di Tyler Edmond Carmody e quello di Austin John Edward McCarthy.
Il 3 gennaio 2008 papa Benedetto XVI lo ha nominato vescovo di Amarillo. Ha preso possesso della diocesi il 22 febbraio successivo.
In qualità di vescovo ha partecipato a numerosi eventi di beneficenza, tra cui uno per tredici scuole cattoliche della zona in cui sono stati raccolti 230 000 dollari. È anche apparso in televisione per concelebrare la messa in onore del legame di fede tra l'arcidiocesi di San Antonio e quella di Tegucigalpa, Honduras.
Nel marzo del 2012 e nel gennaio del 2020 ha compiuto la visita ad limina.
In seno alla Conferenza dei vescovi cattolici degli Stati Uniti è membro del comitato per la pianificazione della nuova Bibbia spagnola e membro del comitato dei vescovi di frontiera, organizzato per discutere di iniziative pastorali e questioni legate all'immigrazione.
È anche presidente e amministratore delegato dell'Associazione dei sacerdoti ceco-americani.
Oltre all'inglese, parla ceco, italiano e spagnolo.

## Genealogia episcopale
La genealogia episcopale è:
- Cardinale Scipione Rebiba
- Cardinale Giulio Antonio Santori
- Cardinale Girolamo Bernerio, O.P.
- Arcivescovo Galeazzo Sanvitale
- Cardinale Ludovico Ludovisi
- Cardinale Luigi Caetani
- Cardinale Ulderico Carpegna
- Cardinale Paluzzo Paluzzi Altieri degli Albertoni
- Papa Benedetto XIII
- Papa Benedetto XIV
- Cardinale Enrico Enriquez
- Arcivescovo Manuel Quintano Bonifaz
- Cardinale Buenaventura Córdoba Espinosa de la Cerda
- Cardinale Giuseppe Maria Doria Pamphilj
- Papa Pio VIII
- Papa Pio IX
- Cardinale Alessandro Franchi
- Cardinale Giovanni Simeoni
- Cardinale Antonio Agliardi
- Cardinale Basilio Pompilj
- Cardinale Adeodato Piazza, O.C.D.
- Cardinale Luigi Raimondi
- Arcivescovo Patrick Fernández Flores
- Vescovo Patrick James Zurek